# Thone River
Der Thone River ist ein Fluss im Nordosten des australischen Bundesstaates New South Wales. Er mündet bei Bagnoo in den Hastings River.